# Mercuri roig

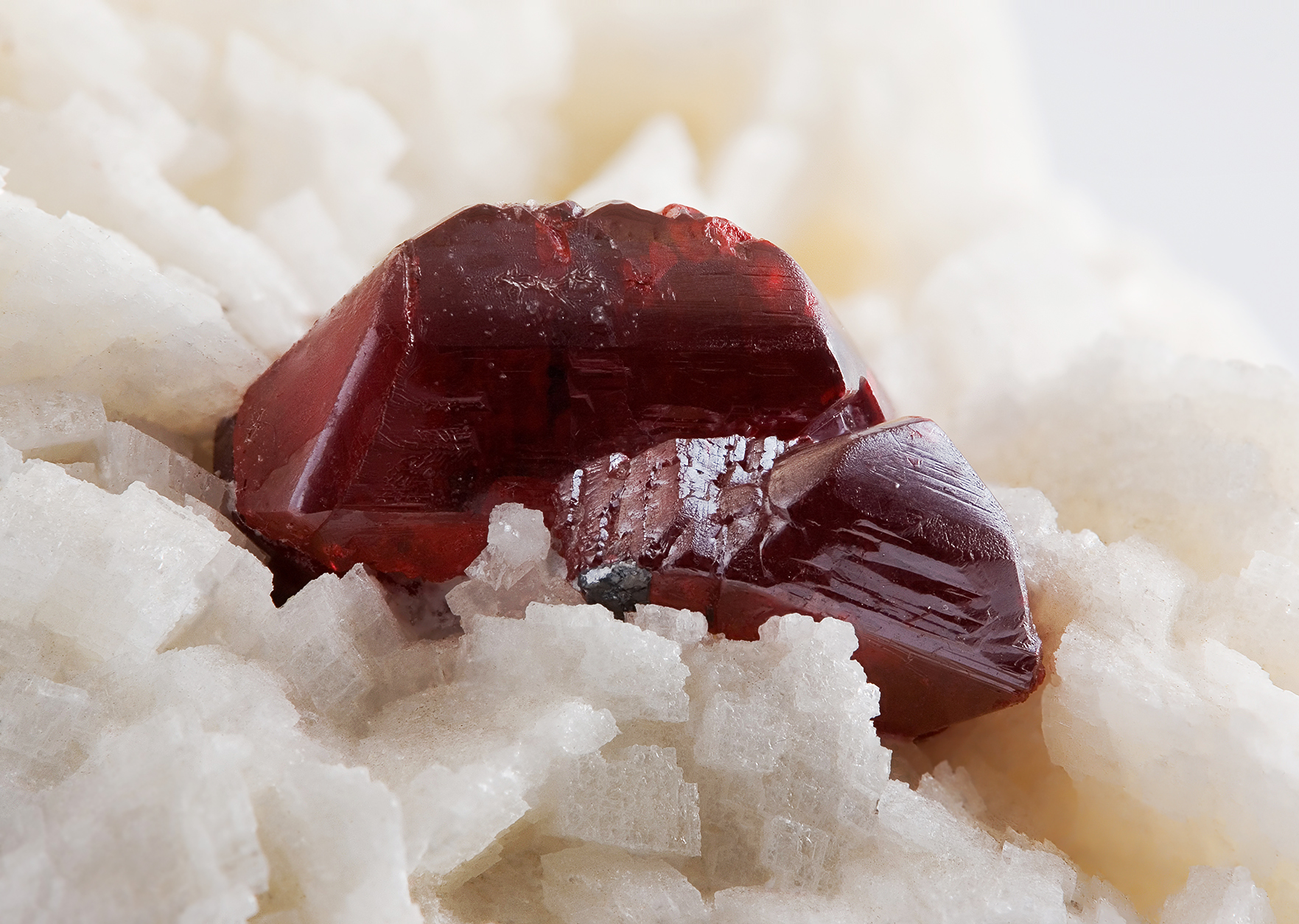
Els cristalls de sulfur de mercuri, i diversos altres compostos de mercuri, són de color vermell intens, però no tenen un ús conegut públicament en armes nuclears.

El mercuri roig és una substància o compost del mercuri que, teòricament, pot produir bombes brutes. S'obté per una mescla de mercuri pur i òxid d'antimoni de mercuri. Aquest compost, en comprimir-se per una explosió convencional, alliberaria la suficient energia perquè els àtoms de triti i de deuteri d'un recipient interior de la bomba es fusionen, sense la necessitat de tenir una bomba de fissió com a «iniciadora», necessària a les bombes H "normals" amb el que començaria així una reacció en cadena. En resum, el material pot produir les altíssimes temperatures necessàries en una explosió de fusió pura. Aquest material no explotava, s'escalfava i quedava intacte: és això el que definitivament es denomina mercuri roig.
Per a crear una arma de fusió, a diferència de les armes nuclears tradicionals, no es necessita un material fisionable per a produir la cadena que implica l'explosió, això porta un avantatge tàctic perquè el volum que pot omplir una arma d'aquestes característiques es redueix al mínim. A banda de tot això, l'ona expansiva de l'explosió, composta de neutrons d'alta energia, és molt més potent que la d'una arma nuclear convencional. Un altre dels grans avantatges d'una arma de fusió pura és el cost econòmic, ja que no necessita material com el plutoni - que, per altra banda, està molt més controlat i és més difícil de robar o d'aconseguir-. Tampoc existeix l'"explosió" -no es veuria el conegut fong per a entendre-ho-, pel que no pot estar prohibida actualment per cap tractat de proliferació d'armes.
Es pensa que existeixen trames secretes que comercialitzen el producte al mercat negre, procedint una important quantitat de Rússia degut a la cerca d'una sortida de l'estoc emmagatzemat a l'antiga URSS, on es fabricaven uns seixanta kilograms anualment. Aquest material, segons alguns, s'arribava a pagar a uns 300.000 dòlars el gram.

## Controvèrsia
A banda d'una llegenda sorgida de l'antiga URSS, quasi ningú sembla haver vist mai aquesta misteriosa substància, que ha sigut objecte d'estafes històriques. Són molts els informes de fosques trames i tractes respecte a la compravenda d'este preuat compost. Algunes d'aquestes històries són especialment violentes, relacionades amb grups terroristes (com la suposada estafa feta als txetxens) i assassinats mai resolts, com el de l'empresari sud-africà Alan Kidger, amb el mercat secret de mercuri roig. A principis dels 90 suposats informes secrets de l'antiga Unió Soviètica, filtrats convenientment parlaven d'aquesta substància capaç «d'aliar matèries primeres amb estronci, cesi i altres isòtops».
Aquesta substància ha entrat de ple al terreny de la llegenda, i no és per a menys perquè, segons diverses fonts, el seu preu al mercat il·legal es trobaria en uns quants milers d'euros per gram. En aquest cas, como en molts altres, separar el mite de la realitat s'ha tornat molt complicat.